# 天目
天目（てんもく、建長7年〈1256年〉- 延元2年4月26日〈1337年5月26日〉）は、鎌倉時代の日蓮宗の僧。中老僧の一人。美濃阿闍梨と号する。日盛・上法房とも称する。

## 略歴
伊豆国波多野の住人とされ、有力な檀越・熱原神四郎の外孫とされる。弘安5年（1282年）、日蓮から曼荼羅を授与される。日蓮没後、日蓮遺文の蒐集の必要性や本迹勝劣の是非を巡って、同じく本迹勝劣を奉じる日弁とともに日昭・日朗・日興・日向ら六老僧と争った。その教義は、日弁の系統に引き継がれたとされている。その後、若田辺光益の庇護を受ける。鎌倉本興寺・品川妙国寺・佐野妙顕寺・小勝本門寺などを創建した。常陸国笠間にて亡くなり小勝本門寺に葬られた。没年については、延慶元年（1308年）説もある。著書に『円極実義抄』・『本迹問答七重義』などがある。